# او۶ (متروی برلین)
او۶ (آلمانی: U6) نام یک خط متروی برلین است که ۲۹ ایستگاه و ۱۹.۹ کیلومتر طول دارد. او۶ یک خط شمالی جنوبی است که از منطقه تگل (ایستگاه Alt-Tegel) شروع می‌شود و از فردریش‌اشتراسه می‌گذرد و در ماریندوف (ایستگاه Alt-Mariendorf) پایان می‌یابد.